# هیپریون (اسطوره)

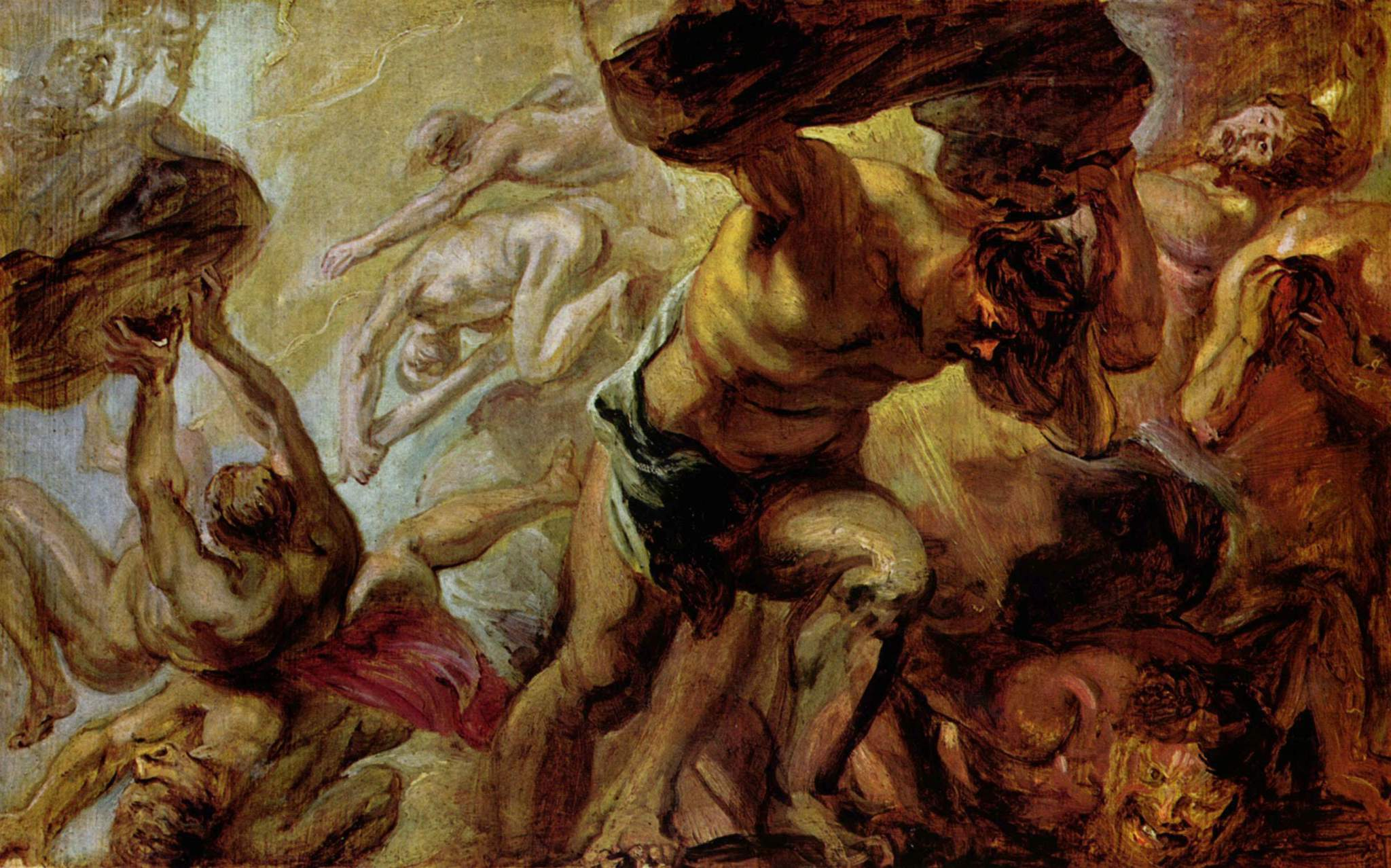
هیپریون نام اسطوره یونانی است ،البته نام مرتفع ترین درخت جهان نیز است

هیپریون یا هایپریان (به یونانی: Ὑπερίων، به انگلیسی: Hyperion) یکی از تایتان‌ها و فرزند اورانوس و گایا بود. او با خواهر خود تئا ازدواج کرد و صاحب سه فرزند به نام‌های هلیوس، سلنه و ائوس شد. هیپریون به معنای «او کسیست که قبل از خورشید می‌رود» «he who goes before the sun»، به علت اینکه او بعضی مواقع به عنوان خورشید فرض می‌شد.